# Maxime Guasch
Pour les articles homonymes, voir Guasch.
Pas d'image ? Cliquez ici

a Compétitions nationales et continentales officielles uniquement.

Maxime Guasch, né le 2 novembre 1987, est un joueur français de rugby à XIII, formé à l'Union treiziste catalane, il évolue ensuite au Palau Broncos XIII. Lors de la saison 2014-2015, il évolue à Saint Estève XIII Catalan en tant qu'entraineur-joueur.